# La Cresta
La Cresta, o també anomenada les Crestes, és una serra situada entre els municipis d'El Lloar i d'El Molar a la comarca del Priorat, amb una elevació màxima de 467 metres.